# Underneath the Tree
«Underneath the Tree» (с англ. — «Под ёлкой») — рождественская песня американской поп-рок-певицы Келли Кларксон из её шестого студийного и первого рождественского альбома Wrapped in Red (2013). Она написала трек в соавторстве с продюсером Грегом Кёрстином. Это песня на рождественскую тематику, в которой поётся о благодарности за дружеское общение во время праздников, а любимый человек упоминается как единственный подарок, необходимый «под ёлкой». В сопровождении различных инструментальных звуков в песне используется Wall of Sound, а также сани и колокольчики для создания праздничной атмосферы. Песня «Underneath the Tree» была впервые выпущена на радиостанциях в стиле Adult Contemporary 5 ноября 2013 года компанией RCA Records в качестве лид-сингла альбома.
Песня «Underneath the Tree» была высоко оценена музыкальными критиками, которые сочли её главной изюминкой альбома Wrapped in Red и признали её потенциал стать праздничной классикой. Они благосклонно сравнили её с рождественской песней Мэрайи Кэри 1994 года «All I Want for Christmas Is You». Композиция достигла восьмого места в Billboard Global 200, а также попала в десятку лучших в Австрии, Канаде, Германии, Литве и Нидерландах. В 2024 году песня впервые вошла в первую десятку хит-парадов Великобритании и США, став для Кларксон 10-й и 12-й песней с таким достиженем, соответственно. Песня получила тройной платиновый сертификат в Великобритании, платиновый в Дании и Австралии и золотой в Норвегии. В 2021 году песня «Underneath the Tree» была названа Американским обществом композиторов, авторов и издателей (ASCAP) самой популярной рождественской песней, выпущенной в XXI веке.
Клип на песню снят английским режиссёром Хэмишем Хэмилтоном и представляет собой живое выступление из телевизионного спецвыпуска Kelly Clarkson's Cautionary Christmas Music Tale в казино-отеле Венецианский Лас-Вегас. Помимо телевизионного спецвыпуска, Кларксон также исполняла эту песню на различных телевизионных выступлениях, таких как Late Night with Jimmy Fallon и американский вокальный конкурс The Voice.
Ты здесь, так и должно быть
 Кружится снег, как в рождественских песнях

И это не сравнится с тем 
 Когда ты один на Рождество
 Как замечательно смотрятся подарки
 Но они — сущий пустяк, если ты не обнимешь меня крепко 
 Ты — всё, что мне нужно 
 Под ёлкой.

## Отзывы критиков
Песня «Underneath the Tree» получила одобрительные отзывы различных музыкальных критиков, которые назвали её главной изюминкой альбома Wrapped in Red и перспективным рождественским стандартом. Мариса Фокс из Billboard назвала её «самым большим сюрпризом альбома» и описала её как оптимистичную мелодию, в которой Кларксон исполняет вокал в стиле Дарлин Лав
Микаэль Вуд из Los Angeles Times назвал сингл удивительно жизнерадостным. В своей рецензии Кристина Винсон из Taste of Country отметила, что в треке «есть все, что только может пожелать рождественская песня: джазовый звук биг-бэнда, саксофон и звон колокольчиков, все это заключено в оптимистичный и запоминающийся праздничный трек», и сказала, что Кларксон «сияет», поскольку её «сильный вокал необходим, чтобы компенсировать шикарное исполнение и припев». "В своей рецензии Карл Уиллиотт из Idolator написал, что песня «звучит мгновенно знакомо — колокольчики на соломке, плач об одиноком рождественском дне, соло на саксофоне — но благодаря плотно намотанному крюку и трансцендентному голосу Кларксон все это как бы оживляет». Сара Родман из The Boston Globe назвала её задорным, воркующим номером, подходящим для саундтрека к поездкам на санях, и назвала её лучшим треком на альбоме.
Критики также одобрительно сравнивали её с песней Мэрайи Кэри «All I Want for Christmas Is You» (1994), которую глава RCA Питер Эдж назвал вдохновением для песни. Уиллиот добавил, что «Underneath the Tree» стала «практически рождественским стандартом» уже через неделю после выхода. Дженна Халли Рубенштейн из MTV News отметила: «Если быть настолько смелой, она определённо находится на одном уровне с другими безупречными рождественскими оригиналами — в частности, с песней Кэри „All I Want For Christmas Is You“». Сэл Чинквемани из Slant Magazine отметил схожие темы обеих песен, а также то, что «Underneath the Tree», скорее всего, станет собственным современным стандартом Кларксон. Мелинда Ньюман из HitFix написала: «Это пальцевая, звонкая приятная песня, которая может совершить тот редкий подвиг — стать новым рождественским стандартом. Такого не случалось со времён песни Кэри „All I Want For Christmas“ в 1994 году». Хью Монтгомери из The Independent назвал «Underneath The Tree» «победителем на всех фронтах» за «нахальство, звон и саксофонное соло».
В декабре 2024 года редакция журнала Billboard назвала «Underneath the Tree» лучшей новой рождественской песней из всех новых за последние 25 лет и 2-й лучшей рождественской песней XXI века.

## Видеоклип
Накануне релиза Wrapped in Red компания RCA Records выпустила анимационный клип на песню «Underneath the Tree», в котором были показаны катание на коньках, заснеженный город и множество рождественских ёлок. Клип получил положительные отзывы, а Сэм Лански из Idolator назвал его «приятным визуальным сопровождением к песне, которое только придаёт дополнительное высокооктановое йолетанское настроение её и без того весёлому духу». Хэмиш Хэмилтон снял официальный клип, премьера которого состоялась 3 декабря 2013 года на Vevo и в котором песня была исполнена вживую со сцены телевизионного шоу Кларксон на канале NBC «Kelly Clarkson’s Cautionary Christmas Music Tale».

## Влияние
Брайан Мэнсфилд из USA Today сообщил, что «Underneath the Tree» стала самой проигрываемой новой праздничной песней на американском радио в 2013 году. В отчете, опубликованном ASCAP, «Underneath the Tree» была названа самой исполняемой новой и оригинальной праздничной песней в их репертуаре в 2015, 2018 и 2019 годах.
Маркетинговый куратор PlayNetwork также сообщил, что этот трек был одной из единственных новых оригинальных песен, услышанных покупателями в 2015 году. В статье 2017 года, написанной автором Pitchfork Грейсоном Хавером Каррином о рождественской музыке гитариста Джона Фейхи, он назвал эту песню «новой рождественской классикой» наряду с «All I Want for Christmas Is You». В интервью Vogue директор по контенту Genius Элизабет Милч назвала песню «самой новой вещью, претендующей на корону „All I Want“», а автор The Washington Post Элисон Стюарт назвала ее близкой родственницей «All I Want for Christmas is You». В отчете Mediabase за 2019 год, составленном газетой The Atlanta Journal-Constitution, «Underneath the Tree» — единственная новая песня за последние 20 лет в их списке 50 самых проигрываемых рождественских песен, поскольку большинство композиций, которые проигрываются, относятся к 1940-1960-м годам.
В ретроспективном списке лучших праздничных песен каждого года, начиная с 1967, редакторы Billboard выбрали «Underneath the Tree» лучшей праздничной песней 2013 года. Объявляя о возвращении чарта 2019 Holiday 100, Billboard сообщил, что эта композиция — единственная, выпущенная в XXI веке, которая попала в первую двадцатку. В анализе данных за 2019 год, проведенном журналистом Quartz Дэном Копфом, он отметил, что песня может стать преемницей «All I Want for Christmas is You», основываясь на результатах ее чарта. Различные издания также включали «Underneath the Tree» в списки лучших рождественских песен на протяжении многих лет:
| - № 1 — Billboard, Best New Christmas Songs of the 21st Century - № 1 — Bustle, 16 Christmas Pop Songs That Totally Sleigh - № 1 — Cosmopolitan, 17 Christmas Pop Songs That are Total Bops - № 1 — Metro, Best Christmas Pop Songs of the 2010s - № 2 — The Varsity, 10 Songs that Need to be on Your Holiday Playlist - № 3 — The Washington Post, A ranking of 100 Christmas songs - № 7 — O, The Oprah Magazine, 50 Best Christmas Songs of All Time | - № 9 — Redbook, The 50 Best Christmas Songs of All Time - № 18 — Men's Health, The 25 Best Christmas Pop Songs of All Time - № 23 — Good Housekeeping, 40 Best Modern Christmas Songs - № 29 — Time Out, The 65 Best Christmas songs ofAll Time - № 33 — Country Living, 60 Best Christmas Songs of All Time - № 55 — Cosmopolitan, The 75 Best Christmas Songs of All Time |

## Список композиций
| №  | Название              | Длительность |
| -- | --------------------- | ------------ |
| 1. | «Underneath the Tree» | 3:49         |

| №  | Название                                                           | Длительность |
| -- | ------------------------------------------------------------------ | ------------ |
| 1. | «Underneath the Tree» (Cutmore Christmas Sleigh Ride Radio Mix)    | 3:56         |
| 2. | «Underneath the Tree» (Cutmore Christmas Sleigh Ride Extended Mix) | 6:23         |
| 3. | «Underneath the Tree» (Cutmore Christmas Sleigh Ride PA Mix)       | 3:55         |
| 4. | «Underneath the Tree» (Cutmore Christmas Sleigh Ride Dub)          | 6:22         |
| 5. | «Underneath the Tree» (Morlando Radio Mix)                         | 3:47         |
| 6. | «Underneath the Tree» (Morlando Remix)                             | 5:41         |

## Чарты

### Еженедельные чарты
| Чарт (2013—2024)                    | Высшая позиция |
| ----------------------------------- | -------------- |
| Австралия (ARIA)                    | 9              |
| Австрия (Ö3 Austria Top 40)         | 6              |
| Бельгия/Фландрия (Ultratop 50)      | 13             |
| Бельгия/Валлония (Ultratop 50)      | 21             |
| Канада (Billboard Canadian Hot 100) | 7              |
| Канада (Billboard AC)               | 1              |
| Канада (Billboard Hot AC)           | 41             |
| Чехия (Singles Digitál Top 100)     | 15             |
| Дания (Tracklisten)                 | 31             |
| Финляндия (Suomen virallinen lista) | 46             |
| Франция (SNEP)                      | 47             |
| Германия (GfK)                      | 5              |
| Мир (Billboard Global 200)          | 6              |
| Венгрия (Rádiós Top 40)             | 27             |
| Венгрия (Single Top 40)             | 11             |
| Венгрия (Stream Top 40)             | 7              |
| Ирландия (IRMA)                     | 15             |
| Италия (FIMI)                       | 56             |
| Япония (Billboard Japan Hot 100)    | 84             |
| Нидерланды (Dutch Top 40)           | 25             |
| Нидерланды (Single Top 100)         | 6              |
| Новая Зеландия (Recorded Music NZ)  | 11             |
| Норвегия (VG-lista)                 | 31             |
| Португалия (AFP)                    | 12             |
| Шотландия (OCC Scotland)            | 24             |
| Испания (PROMUSICAE)                | 61             |
| Швеция (Sverigetopplistan)          | 44             |
| Швейцария (Schweizer Hitparade)     | 10             |
| Великобритания (OCC UK Singles)     | 10             |
| США (Billboard Hot 100)             | 10             |
| США (Billboard Adult Contemporary)  | 1              |
| США Adult Pop Airplay (Billboard)   | 34             |
| США Country Airplay (Billboard)     | 65             |
| США Holiday 100 (Billboard)         | 8              |
| США Rolling Stone Top 100           | 11             |

## Сертификации
| Регион | Сертификация  | Продажи   |
| --- | ------------- | --------- |
| Австралия (ARIA) | 2× Платиновый | 140 000   |
| Дания (IFPI Danmark) | Платиновый    | 90 000    |
| Германия (BVMI) | Платиновый    | 300 000   |
| Италия (FIMI) | Золотой       | 50 000    |
| Новая Зеландия (RMNZ) | Платиновый    | 30 000    |
| Норвегия (IFPI Norway) | Золотой       | 30 000    |
| Португалия (AFP) | Золотой       | 5000      |
| Испания (PROMUSICAE) | Золотой       | 30 000    |
| Великобритания (BPI) | 3× Платиновый | 1 800 000 |
| Стриминг |               |           |
| Греция (IFPI Greece) | Золотой       | 1 000 000 |
| Данные о продажах + прослушиваниях приведены только на основе сертификации. · Данные только о прослушиваниях приведены на основе сертификации. |               |           |